# Gelequioïdeus
Els gelequioïdeus (Gelechioidea) són una superfamília de lepidòpters glossats del clade ditrisis. És un grup molt poc conegut. Hodges calcula que només el 25% de les espècies han estat descrites. En aquest cas podria ser una de les superfamílies més grans de lepidòpters.
Les larves de moltes espècies formen un capoll protector o cistell que transporten i que de vegades descarten amb cada muda per construir un de nou. Moltes espècies són considerades plagues de productes emmagatzemats, grans, roba, etc.

## Taxonomia
La superfamília Gelechioidea inclou més de 18.000 espècies repartides en 21 famílies:
- Autostichidae
- Batrachedridae
- Blastobasidae
- Chimabachidae
- Coelopoetidae
- Coleophoridae
- Cosmopterigidae
- Elachistidae
- Epimarptidae
- Gelechiidae
- Lecithoceridae
- Lypusidae
- Momphidae
- Oecophoridae
- Peleopodidae
- Pterolonchidae
- Schistonoeidae
- Scythrididae
- Stathmopodidae
- Syringopaidae
- Xyloryctidae